# Buque de Acción Marítima
El Buque de Acción Marítima (BAM, también conocido como Clase Meteoro) es un tipo de buque modular basado en el diseño de Navantia tipo Avante 3000, adaptado a distintos propósitos sobre una base común, que está siendo fabricado por Navantia para la Armada Española. Denominado 'patrullero de altura', 'OPV' (siglas en inglés: Offshore Patrol Vessel - buque patrullero de alta mar), 'patrullero oceánico' en las denominaciones internacionales, equiparable, en tamaño, pero con funciones muy distintas a una corbeta o un aviso.

## Antecedentes

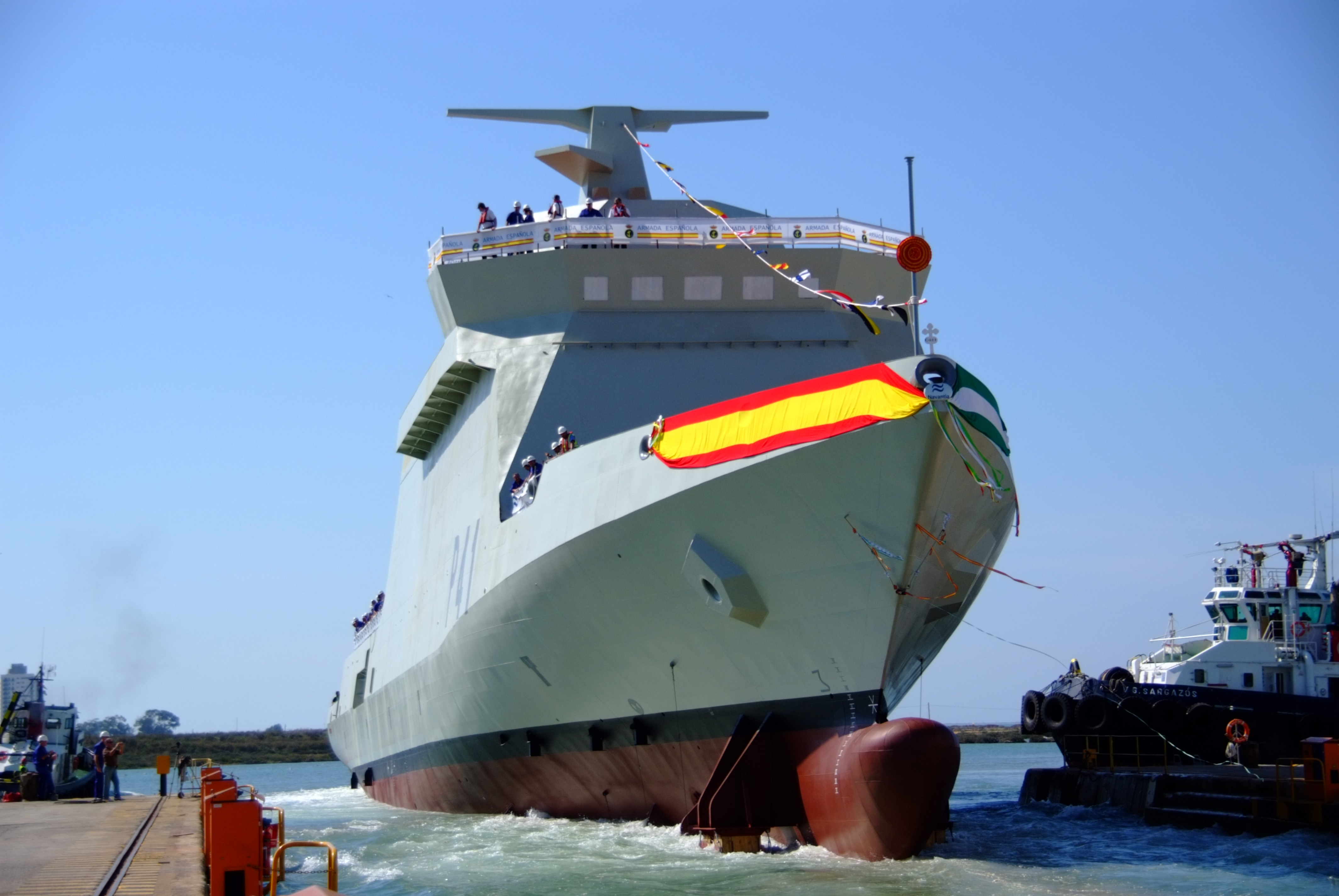
Botadura del BAM Meteoro (P-41), primero de su clase, el 16 de octubre de 2009.

Ideado con estrecha colaboración entre la Armada y Navantia, el proyecto de los BAM se comenzó a gestar en el año 2002 como concordancia al nuevo teatro estratégico internacional, diseñado sobre todo como una unidad muy polivalente, este buque asumirá también las otras misiones propias de la Fuerza de Acción Marítima de la Armada. 
El BAM es concebido como un buque que debía permitir una máxima eficiencia en la logística y una optimización de los recursos humanos para llevar a cabo misiones de control del mar en escenarios de baja intensidad, con capacidad de disuasión y reacción ante amenazas convencionales de pequeña calado, todo ello especialmente en escenarios oceánicos o alejados del territorio nacional.
El buque dispondrá de una cubierta de vuelo/helisuperficie a popa del hangar (el cual estará integrado en la superestructura), con unas dimensiones de 24,7 × 13,5 metros, que permitirá las operaciones de despegue, toma y reabastecimiento de combustible en vuelo estacionario y de aprovisionamiento vertical de helicópteros.
El BAM estará dotado de un alto nivel de automatización, especialmente mediante un Sistema Integrado de Control de Plataforma, que incorpora todos los avances en este campo desarrollados en los últimos años por Navantia para los buques de la Armada.

## Habitabilidad y flexibilidad
Una característica relevante del diseño es el alto estándar de habitabilidad tanto para la dotación básica como para el personal de transporte, incorporando los medios más actuales en cuanto a confort, control medioambiental y diseño ergonómico, de modo que se faciliten las condiciones de vida a bordo, permitiendo la operación del buque en lugares alejados de las bases durante periodos de tiempo prolongados.
La previsión básica es que se construyan en cantidad de 10+6 opciones, estando ya en servicio las 6 primeras unidades; y aplazada la construcción del resto. En principio, irán sustituyendo a los patrulleros de las clases Barceló, Anaga, Conejera, Toralla y Descubierta.
También está previsto que un BAM reemplace al oceanográfico Las Palmas (A-52), otro al de inteligencia Alerta (A-111) y otro más al buque de salvamento y rescate Neptuno (A-20).

## Perfil de la misión
Aspectos importantes del desarrollo son los relativos a las misiones dentro del ámbito de la interacción del BAM con otras instituciones del Estado colaborando con las Fuerzas y Cuerpos de Seguridad del Estado en las misiones de policía marítima, de vigilancia, de salvamento y de lucha contra la contaminación marina con la posible colaboración en tareas de carácter humanitario desplazando equipo médico y material de diversa índole para catástrofes humanitarias. 

### Un buque polivalente para múltiples misiones
- Presencia naval.
- Protección y escolta.
- Rescate y salvamento.
- Ayuda humanitaria y sanitaria.
- Vigilancia del fondo marino y apoyo medioambiental.
- Lucha contra catástrofes medioambientales.
- Apoyo médico y logístico a buques menores.
- Buque de mando MCM.

### Operaciones de vigilancia y seguridad marítima
- Lucha antiterrorista
- Operaciones contra la piratería (piratería moderna)
- Protección de la libre navegación de las líneas marítimas en aguas nacionales, y en las internacionales donde España tenga una misión (ej: EU NAVFOR Atalanta)

### Operaciones contra el tráfico ilícito
- Sustancias estupefacientes.
- Armas y material ilegal.
- Personas y órganos.

## Tipos de buque

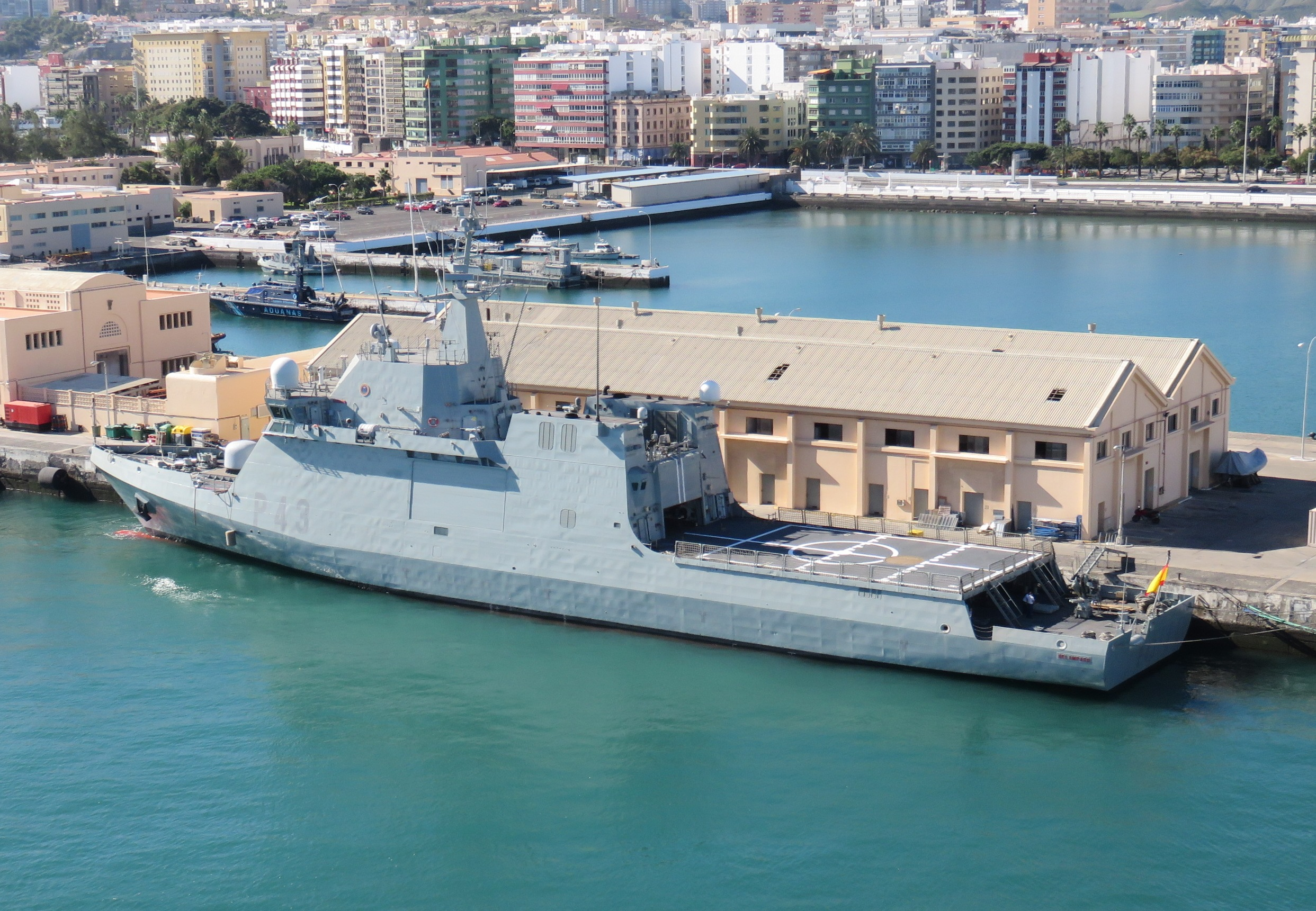
Vista aérea del Relámpago (P-43).

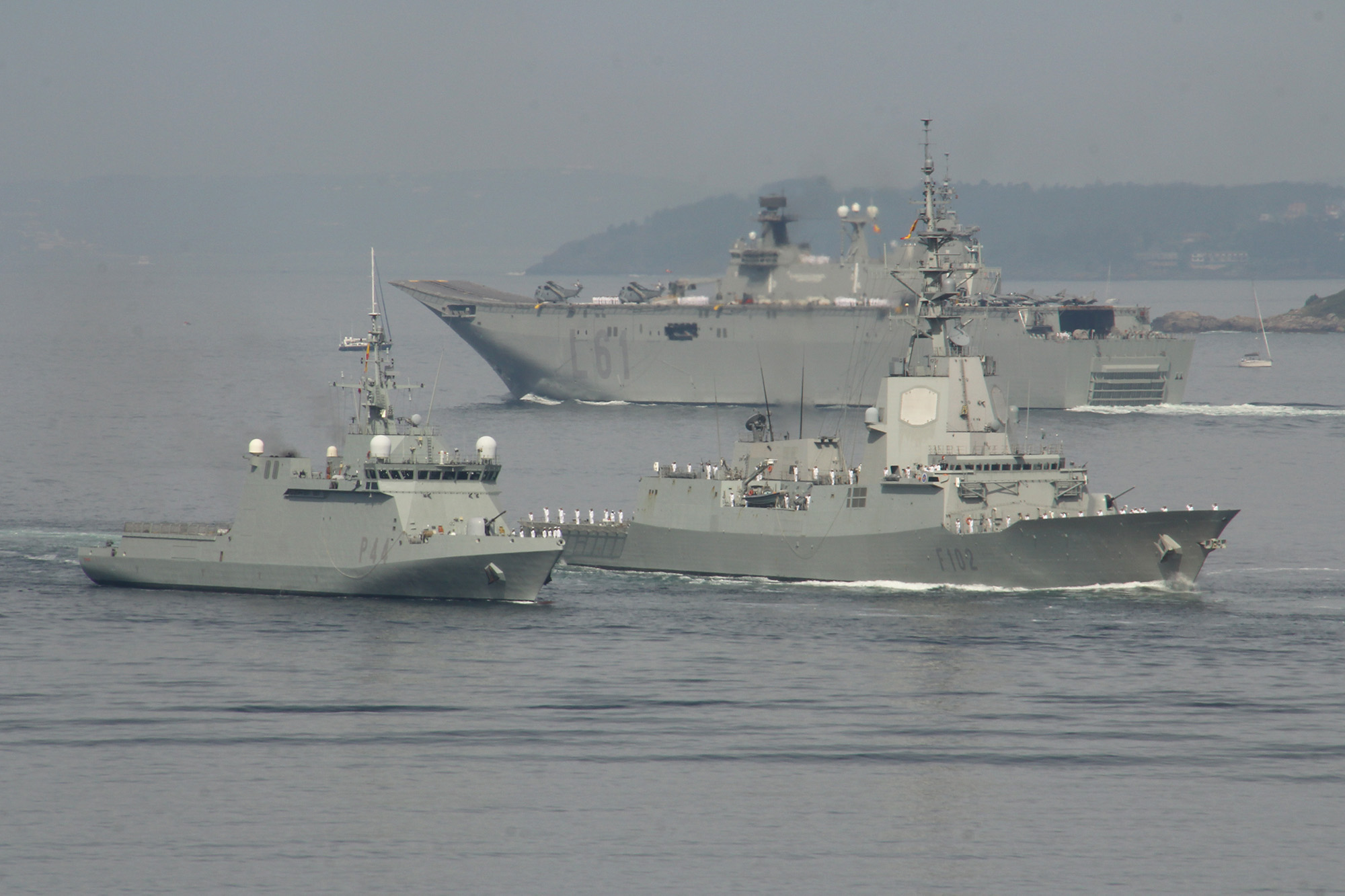
Parada naval de la Armada Española celebrada el 2 de junio de 2017 en la ría de Pontevedra con motivo del 300 aniversario de la Real Compañía de Guardiamarinas, origen de la actual Escuela Naval Militar de Marín. En la imagen, el BAM Tornado (P-44), la fragata Almirante Juan de Borbón (F-102) y al fondo, el BPE Juan Carlos I (L-61).

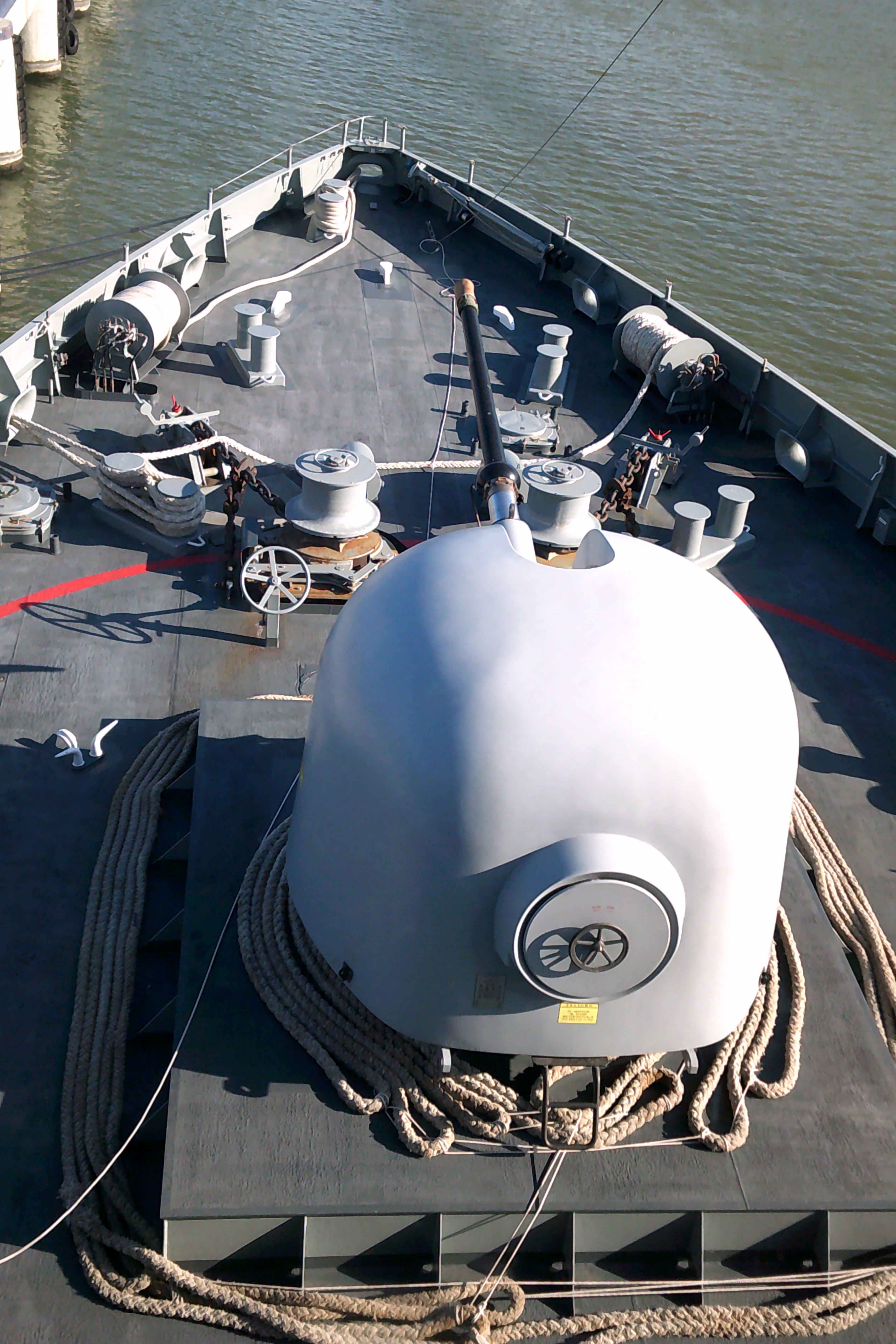
Cañón 76 mm/62 en la proa del Audaz (P-45).

Una de las características más importantes del diseño del BAM desde el momento de su concepción fue una plataforma común para misiones muy variadas, sobre la que poder desarrollar toda una familia de tipos de buque que respondan a las distintas necesidades de la Armada.

### BAM Hidro-Oceanográfico
La versión de la Clase Meteoro en buque hidrográfico y buque oceanográfico:
- Cubierta de vuelo para helicóptero mediano (Lynx) sin hangar.
- Personal de transporte: 20 Científicos
- Locales Científicos: laboratorios Biológico, Húmedo con cava, Electrónico, Geológico, Meteorológico, Fotográfico
- Sala de Dibujo, Centro de datos, Local Equipos Electrónicos, Taller de Electrónica, Local de Buceo con Cámara Hiperbárica, Local de Sondas y Local de Transductores.
- Local de Gravimetría, Pañoles de Repuestos, Bodega de Oceanografía, Local de Ropa de Agua
- Barquilla de Sondadores, Hélices transversales en proa y popa
- Pescantes y Chigres: Pórtico de Popa para Oceanografía y Sónar Remolcado, Pescante Lateral para Rosetas, Pescante Lateral para Extracción de Plancton
- Posibilidad de estiba de contenedores científicos en Cubierta de Toldilla
- Sónar de Barrido Lateral VDS (Frecuencia Media/Alta) y Sónar/Sonda Paramétrica

### BAM Colector de Inteligencia
La versión de la Clase Meteoro en buque de inteligencia:
- Zona Vertrep/reabastecimiento vertical y Medevac (sin cubierta de vuelo ni hangar).
- Personal de transporte: 20 especialistas de misión
- Dos grandes locales SIGINT, 
  - Para zonas de trabajo (Sala de Operadores, Oficina, analistas y lingüistas, Local control OTAN).
  - Zona de trabajo para los equipos, inmediatamente superior comunicado directamente con la cubierta.
- Dos palos rígidos para antenas y radares y un palo para telefonía móvil en proa.
- Capacidad de Patrulla hasta 3 meses; Capacidad RAS-FAS; Previsión para llevar TAS.
- Posibilidad de anclaje de contenedores en cubierta.
- Autonomía de víveres y agua para  días y de combustible: Mínimo 8000 millas a 10 nudos
- UPS con su refrigeración; Protección NBQ; Compartimento de radio aislado.
- Batitermógrafo y teléfono submarino; Cabrestante potente para remolque.
- Disposición de Habilitación aislando personal de tripulación del de inteligencia.
- Control de paso a zonas restringidas con tarjetas magnéticas; Sistema Televisión vía satélite; Aula multimedia;
- Gran capacidad de almacenamiento de repuestos.
- Sónar Lineal remolcado y Sónar cilíndrico VDS.

### BAM de Intervención Subacuática (BAM-IS)
La versión de la Clase Meteoro en buque de salvamento de submarinos, buque de apoyo a buceo y buque nodriza de submarinos:
- Zona Vertrep (con cubierta de vuelo sin hangar).
- Personal de transporte: 20 Buzos
- Hangar para vehículo submarino tripulado OTAN; Vehículo no tripulado ROV
- Pórtico y Chigres para los equipos anteriores y para sónar remolcado.
- Dos equipos ADS con su pescante y chigre; Teléfono submarino.
- Contenedores estancos cilíndricos (POD) para suministro de provisiones de urgencia.
- Sala de operaciones (Mini CIC); Tres cámaras hiperbáricas.
- Sistema de combate SCOMBA desarrollado por Navantia Sistemas para la Armada Española.
- Hélices transversales en proa y popa.
- Autonomía de combustible: Mínimo 8000 millas a 10 nudos.
- Sónar de Barrido Lateral VDS y Sónar/Sonda Paramétrica

## Componentes
Alemania -  Bélgica -  España -  Estados Unidos -  Finlandia -  Francia -  Italia -  Portugal

### Estructura
| Sistema | País              | Fabricante | Notas |
| ------- | ----------------- | ---------- | ----- |
| Casco   | Bandera de España | Navantia   |       |

### Electrónica
| Sistema                                                          | País                                          | Fabricante                                    | Notas                                                                                            |
| ---------------------------------------------------------------- | --------------------------------------------- | --------------------------------------------- | ------------------------------------------------------------------------------------------------ |
| Sistema Integrado de Control de Plataforma (SICP)                | Bandera de España                             | FABA Sistemas                                 |                                                                                                  |
| Sistema de combate (SCOMBA)                                      | Bandera de España                             | FABA Sistemas                                 |                                                                                                  |
| Sistema de control de armas (DORNA)                              | Bandera de España                             | FABA Sistemas                                 | Para su cañón                                                                                    |
| Consolas multifunción CONAM                                      | Bandera de España                             | Sainsel                                       | 1 triple y 3 dobles                                                                              |
| Warship Electronic Chart Display and Information System (WECDIS) | Bandera de España                             | Sainsel                                       |                                                                                                  |
| Sistema de navegación DIANA                                      | Bandera de España                             | Indra Sistemas                                | [ 9 ]                                                                                            |
| Radares de superficie / navegación                               | Bandera de España · Bandera de Estados Unidos | Indra Sistemas Sperry Marine Northrop Grumman | Modelos ARies / Sperry VisionMaster FT Navalizado                                                |
| Radar de control de helicópteros                                 | Bandera de España                             | Indra Sistemas                                | Modelo ARIES II nav-air                                                                          |
| Radar ESM/ECM                                                    | Bandera de España                             | Indra Sistemas                                |                                                                                                  |
| Sistema de comunicaciones ESM/ECM                                | Bandera de España                             | Indra Sistemas                                | -                                                                                                |
| Sistema Comunicaciones SHF SATCOM                                | Bandera de España                             | Indra Sistemas                                |                                                                                                  |
| Sistema de comunicaciones integradas ICCS-5                      | Bandera de Portugal                           | EID                                           |                                                                                                  |
| Sistemas de enlaces de datos Link-11 y Link-22                   | Bandera de España                             | Tecnobit                                      |                                                                                                  |
| Sistema de Vigilancia Optrónica                                  | Bandera de España                             | Tecnobit                                      | Modelo ARGOS                                                                                     |
| Lanzador de señuelos                                             | Bandera de Estados Unidos                     | BAE Systems                                   | 2 lanzadores modelo FMC SRBOC Mk36 con 6 tubos para bengalas infrarrojas y contededores de chaff |

### Armamento
| Sistema                 | País                                  | Fabricante               | Notas                                                                               |
| ----------------------- | ------------------------------------- | ------------------------ | ----------------------------------------------------------------------------------- |
| Cañón naval             | Bandera de España · Bandera de Italia | FABA Sistemas OTO Melara | 1 cañón OTO Melara 76 mm/62 fabricado por FABA Sistemas bajo licencia de OTO Melara |
| Cañón automático        | Bandera de Estados Unidos             | McDonnell Douglas        | 2 montajes RWS simples modelo M242 Bushmaster de 25 mm                              |
| Ametralladoras medianas | Bandera de Bélgica                    | FN Herstal               | 2 unidades del modelo Browning M2QCB de 12,7 mm                                     |

### Propulsión
| Sistema                             | País                                     | Fabricante                      | Notas                                                           |
| ----------------------------------- | ---------------------------------------- | ------------------------------- | --------------------------------------------------------------- |
| CODOE (Combined Diésel Or Electric) |                                          |                                 |                                                                 |
| Motores diésel                      | Bandera de Alemania · Bandera de España  | MTU Navantia                    | 2 motores modelo MTU 1163 fabricados por Navantia bajo licencia |
| Generadores diésel                  | Bandera de Alemania                      | MTU                             | 4 grupos modelo 12V2000G25                                      |
| Motores eléctricos                  | Bandera de Alemania                      | MWM                             | 2 motores                                                       |
| Generador de emergencia             | Bandera de Alemania                      | MTU                             |                                                                 |
| Motores transversales               | Bandera de España · Bandera de Finlandia | Wärtsilä Propulsión Spain, S.A. | 2 hélices de paso variable modelo 4D1000 Ø 3,45 m               |

### Aeronaves
| Sistema              | País                      | Fabricante                    | Notas        |
| -------------------- | ------------------------- | ----------------------------- | ------------ |
| Helicóptero (opción) | Bandera de Estados Unidos | Sikorsky Aircraft Corporation | 1 × SH-3D    |
| Helicóptero (opción) | Bandera de Francia        | NHIndustries                  | 1 × NH90     |
| Helicóptero (opción) | Bandera de Estados Unidos | Bell Textron                  | 1 × Bell 212 |

## Capacidades
Su porte, similar al de una corbeta, le permite disponer de capacidad para proporcionar una gran autonomía, alojar a la dotación básica y al personal de transporte con un alto estándar de habitabilidad, operar con helicópteros, permanecer en la mar durante periodos prolongados sin someter al personal a fatigas excesivas y de disponer de un sistema de combate avanzado basado en el Núcleo Común del SCOMBA, con un alto grado de interoperabilidad con otras unidades de la Armada para teatros operacionales.

## Unidades
Aunque se esperaba que las primeras unidades entrasen en servicio a partir del 2010, la primera unidad, no entró en servicio hasta julio de 2011.

Su construcción se inició el 4 de octubre de 2007 con el corte de la primera chapa, y se colocó sobre la grada el primero de ellos el 13 de marzo de 2009 en el astillero San Fernando-Puerto Real.
En junio de 2009, el secretario de Estado de Defensa confirmó en el Congreso el inicio del procedimiento para la 
construcción de una segunda serie sin especificar su número, que la Armada esperaba que se compusiera de entre 4 y 8 unidades adicionales.
Mediante una enmienda a los presupuestos generales del estado, que consignó una partida de 33 millones de euros, necesario para el primer año de obras, se aprobó el inicio de la construcción de la segunda serie de cuatro buques, que podrían construirse entre 2011 y 2015, ampliándose posteriormente esta nueva serie a 5 buques, de los cuales, 3 serían del tipo patrulleros de altura, uno oceanográfico, y uno de salvamento y rescate, siendo estos dos últimos, cofinanciados por los ministerios de Ciencia e Innovación y por el de Cultura respectivamente Esta nueva serie, debido a la situación de crisis, se decidió el que fuera retrasada su construcción según lo anunciado por el jefe de Estado Mayor de la defensa, el almirante Fernando García Sánchez.
En junio de 2008 se les asignó nombres y numerales de los cuatro primeros.
Respecto a la segunda serie de estos buques, el 24 de mayo de 2013, Pedro Argüelles, secretario de Estado de Defensa declaró en el congreso de los Diputados que "no está desechada, solo aplazada".
El 7 de mayo de 2014 la SEPI anunció que se había aprobado la construcción de dos nuevas unidades, una de ellas a construir en los astilleros gaditanos de Puerto Real/San Fernando y el otro en Ferrol. El primer corte de chapa para estos buques, se efectuó simultáneamente en los astilleros de la bahía de Cádiz y los de la ría de Ferrol el 5 de diciembre de 2014. En el Boletín Oficial del Estado del 26 de junio de 2015 se publicó la Orden Orden DEF/1564/2015 que fijaba los nombres de estos dos buques como Audaz  (P-45) y Furor (P-46)
Tras la autorización por parte del Ministerio de Hacienda en 2020 de la inversión de 167 millones de euros, a finales de 2021 el Ministerio de Defensa firmó la orden de ejecución del proyecto para la construcción de un nuevo BAM, en su versión de intervención subacuática (BAM-IS). En abril de 2023 se confirmó que recibiría el nombre de «Poseidón» y el numeral «A-21».
En junio de 2023, tras el visto bueno de Hacienda, el Consejo de Ministros inició los trámites para la construcción de dos nuevos BAM de patrulla marítima, con amplias capacidades de guerra antisubmarina, por 550 millones de euros.
| Numeral                  | Buque             | Astillero                | Puesta en grada         | Botado                  | Asignado              | Código de llamada | Imagen            |
| Patrulla Marítima        | Patrulla Marítima | Patrulla Marítima        | Patrulla Marítima       | Patrulla Marítima       | Patrulla Marítima     | Patrulla Marítima | Patrulla Marítima |
| ------------------------ | ----------------- | ------------------------ | ----------------------- | ----------------------- | --------------------- | ----------------- | ----------------- |
| P-41                     | Meteoro           | San Fernando-Puerto Real | 13 de marzo de 2009     | 16 de octubre de 2009   | 28 de julio de 2011   | [ 31 ]            |                   |
| P-42                     | Rayo              | San Fernando-Puerto Real | 3 de septiembre de 2009 | 18 de mayo de 2010      | 26 de octubre de 2011 | [ 31 ]            |                   |
| P-43                     | Relámpago         | San Fernando-Puerto Real | 17 de diciembre de 2009 | 6 de octubre de 2010    | 6 de febrero de 2012  | [ 34 ]            |                   |
| P-44                     | Tornado           | San Fernando-Puerto Real | 5 de mayo de 2010       | 21 de marzo de 2011     | 19 de julio de 2012   | [ 36 ]            |                   |
| P-45                     | Audaz             | San Fernando-Puerto Real | 29 de abril de 2016     | 30 de marzo de 2017     | 28 de julio de 2018   |                   |                   |
| P-46                     | Furor             | Ferrol                   | 29 de abril de 2016     | 8 de septiembre de 2017 | 21 de enero de 2019   |                   |                   |
| P-47                     |                   |                          |                         |                         |                       |                   |                   |
| P-48                     |                   |                          |                         |                         |                       |                   |                   |
| Intervención Subacuática |                   |                          |                         |                         |                       |                   |                   |
| A-21                     | Poseidón          | San Fernando-Puerto Real | 2023                    | 2024                    | 2025                  |                   |                   |

## Materiales adicionales

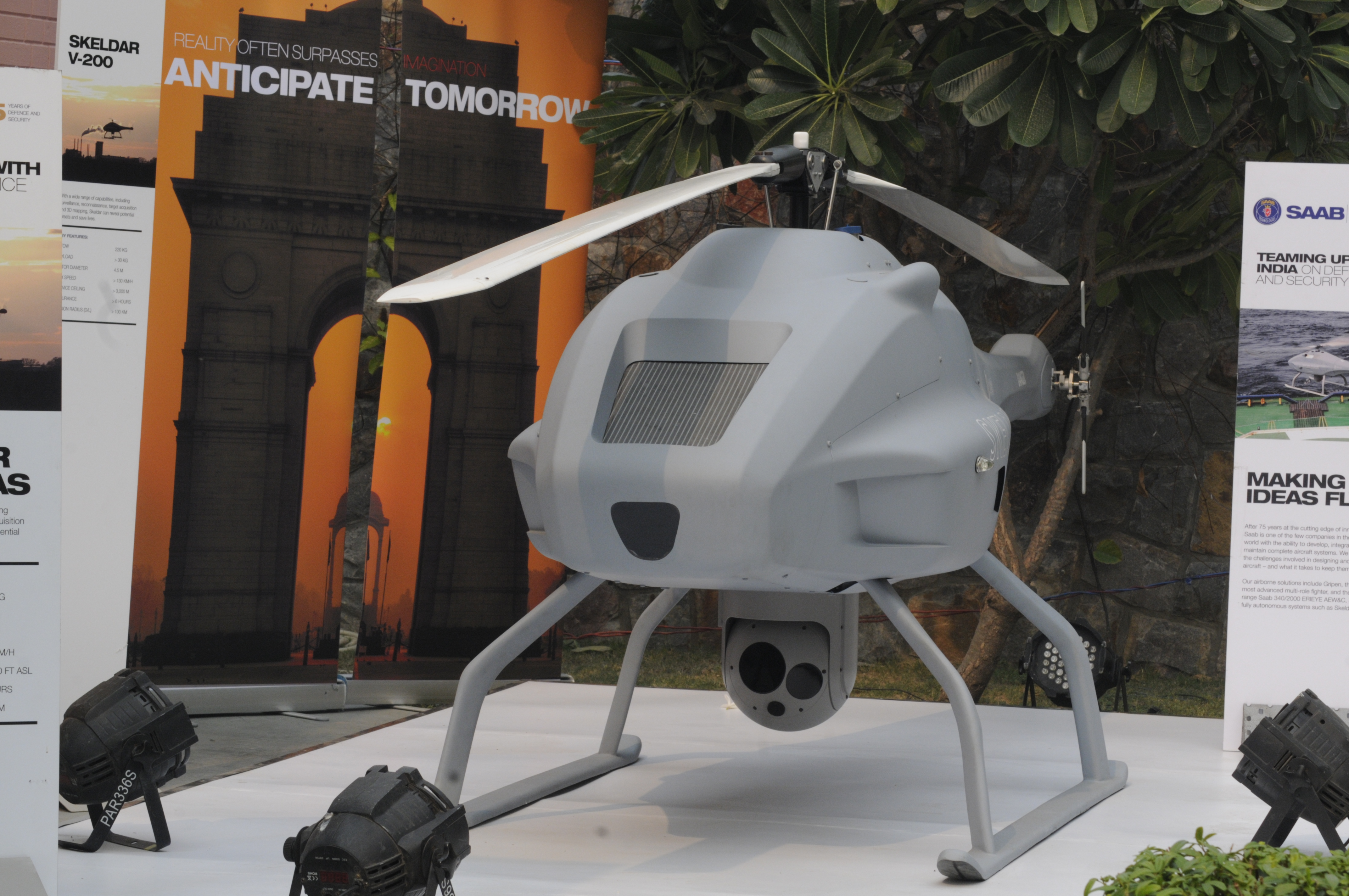
Saab Skeldar, en fase de prueba para equipar toda la clase

El dron helicóptero Saab Skeldar, del que se ha comprado un ejemplar, se está probando actualmente en el buque Relámpago (P-43), en fase de prueba para equipar toda la clase.
El vehículo de superficie no tripulado USV Vendaval de Navantia se integra con el barco Audaz (P-45).